# Jung Eui-myung
Jung Eui-myung (* 5. Februar 1982) ist ein ehemaliger südkoreanischer Skilangläufer.

## Werdegang
Jung startete international erstmals im März 2000 beim Skilanglauf-Continental-Cup in Sapporo. Dort belegte er den 36. Platz über 10 km klassisch und den 33. Rang über 15 km Freistil. Bei den Olympischen Winterspielen 2002 in Salt Lake City errang er den 73. Platz im Skiathlon und bei den Winter-Asienspielen 2003 in der Präfektur Aomori den 13. Platz über 15 km Freistil und den vierten Platz mit der Staffel. Seine besten Platzierungen bei der Winter-Universiade 2005 in Seefeld in Tirol waren der 62. Platz im Sprint und der 14. Rang mit der Staffel. Bei den Nordischen Skiweltmeisterschaften 2005 in Oberstdorf kam er auf den 78. Platz über 15 km Freistil und bei den Olympischen Winterspielen im folgenden Jahr in Turin auf den 80. Platz über 15 km klassisch und auf den 76. Rang im Sprint. In der Saison 2006/07 wurde er Neunter im Sprint bei den Winter-Asienspielen 2007 in Changchun und belegte bei den Nordischen Skiweltmeisterschaften 2007 in Sapporo den 63. Platz über 15 km Freistil. Bei den Winter-Asienspielen 2011 in Almaty gewann er zusammen mit Park Byung-Joo die Bronzemedaille im Teamsprint.
Jung wurde 2006 und 2011 südkoreanischer Meister über 15 km Freistil und 2012 über 30 km Freistil.

## Teilnahmen an Weltmeisterschaften und Olympischen Winterspielen

### Olympische Spiele
- 2002 Salt Lake City: 73. Platz 20 km Skiathlon
- 2006 Turin: 76. Platz Sprint Freistil, 80. Platz 15 km klassisch

### Nordische Skiweltmeisterschaften
- 2005 Oberstdorf: 78. Platz 15 km Freistil
- 2007 Sapporo: 63. Platz 15 km Freistil